# Bussleiðin
Bussleiðin, créé en 1979, est un réseau de bus des îles Féroé. Il y a aussi un autre réseau, qui desservit les villages en dehors la commune de Tórshavn (Bygdaleiðir), et un autre Bussleiðin va à Klaksvík.
Les lignes 1, 2, 3 , 4, 5E et 5V se situent à Tórshavn et Kirkjubøur, Velbastaður, Gamla Rætt, Hoyvík, Argir, Kaldbak, Hvítanes et Kollafjørður.